# 水谷加奈
水谷 加奈（みずたに かな、1967年11月30日 - ）は、文化放送のアナウンサー。東京都目黒区出身、世田谷区在住。
目黒区立宮前小学校、成城学園中学校高等学校、立教大学文学部心理学科卒業。血液型A型。

## 来歴
- 1990年4月、文化放送にアナウンサーとして入社。同期のアナウンサーは斉藤一美で、正副部長職をともに務める（水谷が正、斉藤が副）。
- 2005年12月31日の『大竹まこと 少年ラジオ』、インターネットラジオ「BBQR」『スナック加奈』で、二児の父親である男性（東京の飲食店「京ばし松輪」の店主[3]）との結婚を発表。その直後、妊娠が判明。
  - 2006年9月9日放送の『大竹まこと 少年ラジオ』内で、正式に妊娠を発表。同年9月16日の『大竹まこと 少年ラジオ』、『伊東四朗・吉田照美 親父熱愛（パッション）』の放送をもって、産休に入る。
  - 同年9月20日、帝王切開にて、男児出産。2007年1月23日、復帰。
- 2013年10月、ヌードグラビアを披露。『福井謙二 グッモニ』公式サイトで公開された他、『FLASH』（光文社）2013年12月10日号にも掲載された。現役の女子アナがヌードを披露するのは初めてという。きっかけは『グッモニ』のコーナー「グッモニ文化部　エンタメいまのうち」で、フォトスタジオなどでヌード写真を撮る女性が多くなっていることについて取材したことで、水谷にもヌード写真撮影を打診されて引き受けたことだった[4]。
- 2020年10月1日、太田英明の後任として次長から昇進する形でアナウンス部部長に就任[1]。

## 人物
- 推理漫画『Q.E.D. 証明終了』の主人公の一人「水原可奈」の名前は彼女から取った、と原作者の加藤元浩は答えている。
- 齧歯類のような前歯が特徴で「しなびたビーバー」とあだ名されている。
- 趣味はスクーバダイビング、サーフィン、観劇。
- 母親の柳原百代は元毎日放送アナウンサーで、母子二代のアナウンサーである（年代など詳細は不明だが、フジテレビニュース番組のコーナーで取り上げられたことがあった）。
  - 父母の馴れ初めはテレビ番組で母・百代を見た父が「結婚するのはこの人しかいない」と直感し、何の面識もないにもかかわらず、毎日放送に訪問したのが最初である。
- 大のポテトチップス好き。放送後には、1袋（分量は不明）を完食するほどである。
- アナウンス室にある専用PCの壁紙を、自分のビキニ画像にしていた。
- 学生時代は、プロレスの試合前にレスラーに花束を渡す花束嬢など、イベントコンパニオンの仕事をしていた。スタン・ハンセンに花束で殴り付けられたこともあったという[5]。
- 来週のゲストを「ちゃん」付けで読んだことがある。
- 剣道は初段。高校2年までやっていたことを50代前半当時『くにまるジャパン極』放送中に明かしたが、35年ぶりであったため竹刀の持ち方を忘れており、現役の剣士であるゲストの渡辺正行に指摘される一面もあった[6]。

## 担当番組
太字は担当中。

### ラジオ
- 武田鉄矢・今朝の三枚おろし - 2006年9月29日放送分をもって、一時降板。2007年4月2日より復帰
  - アーサー・ビナード 午後の三枚おろし アシスタント（2018年4月2日 - 2022年3月）
  - アーサー・ビナード ラジオぽこりぽこり（2022年4月 - ）
- 伊東四朗 吉田照美 親父・熱愛（番組開始 - 2003年9月6日、2004年4月3日 - 2006年9月16日、2017年4月1日 - ）
- 母の詩 〜母の日によせて〜 - 朗読担当
- 恋せよ!オトナ オトナ世代応援ラジオ（2024年4月 - ）
- くにまる食堂フライデー ～どうした!?一蔵!〜（2024年4月 - ）
- 大竹まこと ゴールデンラジオ!（2007年5月 - 2013年3月。2024年7月 - ）
- 伊東四朗のあっぱれ土曜ワイド（1990年4月  - 1994年3月）
- Coke Sunday Morning スポーツパラダイス
- 志の輔ラジオ 気分がいい!（1993年4月 - 1996年3月）
- えのきどいちろう意気揚々（1996年4月 - 2000年3月）
- チャレンジ!梶原放送局（2000年4月 - 2003年3月）
- 大竹まこと 少年ラジオ（2004年10月2日 - 2007年3月31日） - 2006年9月16日 - 2007年1月27日までは産休中の為、石川真紀が代役を務めた。
- 寺島尚正 ラジオパンチ! - 月・火・金曜日のレポーターを担当。同時に、12時台の「ニュースパンチ」木曜担当キャスターとして、ニュースを読んでいた。
- HARAHARA最先端情報（吉田照美のやる気MANMAN!内包番組。木曜 13:45-13:50、2007年1月25日-3月29日）
- こだわりミュージックBOX
- 江原啓之 スピリチュアルトライ!（2004年4月 - 2005年9月）
- 日野ミッドナイトグラフィティ 走れ!歌謡曲（1991年4月 - 1993年3月）木曜 → 水曜パーソナリティ
- 徳永英明のバグースナイト（2回目まで）
- 歌舞伎座の快人!
- ラジオ赤めだか
- 玉川美沙 たまなび（2007年11月19日・20日・22日・23日（11月21日は『ゴールデンラジオ』出演のため、白井静雄・菅野詩朗両アナが担当）、冬休み中の玉川美沙の代役を担当）
- 渡邉美樹 夢の途中（2010年4月5日 - 10月1日、月-金 11:15 - 11:20頃『くにまるワイド ごぜんさま〜』内）
- アクティブシニアの住みかえ大作戦!
- 大垣尚司と残間里江子の大人ファンクラブ
- 夕やけ寺ちゃん 活動中 （2010年10月7日 - 2013年3月28日）木曜日パートナー
- ニュース・パレード（月曜日・金曜日担当。2006年9月20日 - 2007年3月19日まで産休。産休中は伊藤佳子が代役、2007年3月26日より復帰。2010年10月より、金曜日も担当していたが、2011年9月30日をもって降板した）
- おはなし玉手箱 （2011年4月18日 - 2012年9月28日）
- 福井謙二 グッモニ（2013年4月1日 - 2017年3月31日）
- 斉藤一美 ニュースワイドSAKIDORI!（2017年4月3日 − 2022年3月23日 ）月曜 → 水曜サブキャスター
- くにまるジャパン 極 （2019年4月4日 - 2022年3月31日）木・金曜パートナー
- Beautiful Melodies～ビューティフル・メロディーズ～（2022年4月 - 2023年3月）
- おとなりさん(（2023年4月 - 2024年3月） - 木曜コーナー「9時の広場：アナウンス部長・水谷加奈の今日はどこカナ？」
- オトナのホンネ 〜気になる火曜日〜（2024年10月 - 2025年3月）

### ラジオCM
- フジサンケイ ビジネスアイ
- 産経電子版

### インターネット配信
- スナック加奈（ポッドキャスティング「Podcast QR」内）

## 出演映画
- ヤッターマン（2009年、松竹）
- 体脂肪計タニタの社員食堂
- もういちど（2014年、マイシアター ライフビューイングジャパン）

## 著書
- ON AIR 女子アナ恋モード、仕事モード（講談社文庫）